# يوسف أبو عوف
يوسف كمال أبو عوف (23 مارس 1924 ـ 7 مارس 1989) هو لاعب كرة سلة ثم إداري مصري. شارك لاعبًا في دورتي ألعاب أولمبية صيفية: لندن 1948 وهلسنكي 1952، وكان ضمن المنتخب المصري الفائز ببطولة أمم أوروبا لكرة السلة التي أقيمت في مصر سنة 1949، وضمن المنتخب المصري الفائز بذهبية كرة السلة في دورة الألعاب العربية 1953. تولى رئاسة الاتحاد المصري لكرة السلة في الفترة من 1985 إلى 1988.

## روابط خارجية
- يوسف أبو عوف على موقع الاتحاد الدولي لكرة السلة (الإنجليزية)
- يوسف أبو عوف على موقع الاتحاد الدولي لكرة السلة (الإنجليزية)
- يوسف أبو عوف على موقع الاتحاد الدولي لكرة السلة (الإنجليزية)
- يوسف أبو عوف على موقع الاتحاد الدولي لكرة السلة (الإنجليزية)
- يوسف أبو عوف على موقع سبورتس رفرنس (الإنجليزية)
- يوسف أبو عوف على موقع أوليمبيديا (الإنجليزية)